# 시리우치정
시리우치정(일본어: 知内町)은 일본 홋카이도 오시마 종합진흥국 관내 남부에 있는 정이다. 정명의 유래는 아이누어의 ‘치리·오치’(チリ・オチ, 새가 있는 곳)이다.

## 지리
오시마 종합진흥국 관내, 오시마반도 남서부에 위치한다. 동부는 쓰가루 해협과 접하고, 서부 및 남부는 산이다. 정 중심부를 동서로 시리우치강이 흐르고 하류에 시리우치 시가지가 있다. 강과 연안을 따라서 국도 228호선이 지나고 가이쿄선 및 세이칸 터널의 입구가 있다. 세이칸 터널 입구는 유노사토 지구에 있다.

### 인접한 자치체
- 오시마 종합진흥국
  - 가미이소군 기코나이정
  - 마쓰마에군 후쿠시마정

- 히야마 진흥국
  - 히야마군 가미노쿠니정

## 역사
- 1888년 - 시리우치촌이 설치되었다.
- 1906년 - 마쓰마에군 고타니시촌, 가미이소군 와키모토촌이 시리우치촌과 합병해 가미이소군 시리우치촌이 되었다.
- 1967년 - 정으로 승격해 시리우치정이 되었다.

## 산업
기간 산업은 벼농사, 어업, 임업 등이다. 또한 홋카이도 전력 시리우치 발전소가 있다.

## 교통

### 철도
- 홋카이도 여객철도 가이쿄선

### 도로
- 국도 228호선(일본어판)